# どんでん平ゆり園
どんでん平ゆり園（どんでんだいらゆりえん）は、山形県西置賜郡飯豊町にあるゆり園。

## 概要
面積7ha（東京ドーム約4個分以上）の敷地に多品種約50万本のユリが咲き誇る。ゆり園としては東日本最大の規模とされる。見頃は6月中旬〜7月中旬。ゆりのシーズン以外は公園として機能し、無料開放される。
1982年に地元の有志が手作りの公園として造成。当初は1haの面積であった。2003年の夏に現在の7haの広大なゆり園となる。

## 園内概要
- エントランス
- ふれあい広場
- ゆりの花里
- レストハウス
- 休憩広場
- 親水広場
- ふれあい花壇
- ゆりの小径
- ゆりの丘
- 展望台

## アクセス
- JR米坂線・羽前椿駅から約3.5Km、車で5分（駅周辺タクシー有）[3]
- JR米坂線・萩生駅から約2Km、徒歩で約30分（駅周辺タクシー無）[3]
- JR米坂線・今泉駅から約10Km：車で約15分（駅周辺タクシー有） [3]